# Polistes comis
Polistes comis är en getingart som beskrevs av Evelyn Cheesman 1915.
Polistes comis ingår i släktet pappersgetingar och familjen getingar. Inga underarter finns listade i Catalogue of Life.